# Chaetodon guentheri
Chaetodon guentheri е вид бодлоперка от семейство Chaetodontidae. Видът не е застрашен от изчезване.

## Разпространение и местообитание
Разпространен е в Австралия, Индонезия, Нова Каледония, Палау, Папуа Нова Гвинея, Провинции в КНР, Тайван, Тонга, Филипини, Южна Корея и Япония.
Обитава крайбрежията на океани, морета и рифове в райони с тропически климат. Среща се на дълбочина от 18 до 136,5 m, при температура на водата от 20,8 до 24,2 °C и соленост 34,8 – 35,6 ‰.

## Описание
На дължина достигат до 18 cm.
Популацията на вида е стабилна.